# Prevotella buccae
Espèce
Prevotella buccae est une espèce de bactéries à Gram négatif de la famille des Prevotellaceae.

## Description
Les Prevotella buccae sont des bactéries anaérobies à coloration de Gram négative.

## Taxonomie
Le nom correct complet (avec auteur) de ce taxon est Prevotella buccae (Holdeman et al. 1982) Shah & Collins 1990.
Prevotella buccae a pour synonymes :
- Bacteroides buccae Holdeman et al. 1982
- Bacteroides capillus Kornman & Holt 1982
- Bacteroides pentosaceus Shah & Collins 1982
- Segatella buccae (Holdeman et al. 1982) Hitch et al. 2023

### Étymologie
L'étymologie du nom spécifique de P. buccae est la suivante : buc’cae. L. gen. fem. n. buccae, de la bouche, ce qui fait référence à l'habitat naturel de cette espèce.